# Fußball-Verbandsliga Westfalen 1976/77
Die Saison 1976/77 war die 21. Spielzeit der drittklassigen Verbandsliga Westfalen. Meister wurde Rot-Weiß Lüdenscheid, das sich in der folgenden Aufstiegsrunde zur 2. Bundesliga durchsetzen konnten. Aus der Gruppe 1 stiegen Teutonia Lippstadt und die Spvg Steinhagen, aus der Gruppe 2 der Lüner SV und der SC Neheim-Hüsten ab. Aus der 2. Bundesliga stieg keine westfälische Mannschaft ab. Aus den Landesligen stiegen in die Gruppe 1 der ASC Schöppingen, die TSG Harsewinkel und der TuS Schloß Neuhaus und in die Gruppe 2 der VfL Bad Berleburg und der BV Brambauer auf.

## Legende
|     |                                                                   |
|     | Teilnahme an der Westfalenmeisterschaft                           |
|     | Teilnahme an der Qualifikation zur Deutschen Amateurmeisterschaft |
|     | Teilnahme an der Abstiegsrelegation                               |
|     | Absteiger in die Landesliga Westfalen                             |
| (A) | Absteiger aus der 2. Bundesliga in der Vorsaison                  |
| (N) | Aufsteiger aus der Landesliga Westfalen in der Vorsaison          |

## Tabellen

### Gruppe 1
Der SC Recklinghausen wechselte zur Saison 1977/78 in die Gruppe 2.
| Pl.               | Verein                        | Sp. | S  | U  | N  | Tore    | Diff. | Punkte |
| ----------------- | ----------------------------- | --- | -- | -- | -- | ------- | ----- | ------ |
| 1.                | SVA Gütersloh                 | 34  | 19 | 8  | 7  | 068:440 | +24   | 46:22  |
| 2.                | TuS Ahlen                     | 34  | 19 | 6  | 9  | 066:390 | +27   | 44:24  |
| 3.                | FC Gohfeld                    | 34  | 14 | 10 | 10 | 055:360 | +19   | 38:30  |
| 4.                | Ahlener SV                    | 34  | 13 | 12 | 9  | 052:450 | +7    | 38:30  |
| 5.                | DJK Gütersloh (A)             | 34  | 14 | 10 | 10 | 055:500 | +5    | 38:30  |
| 6.                | 1. FC Paderborn               | 34  | 13 | 10 | 11 | 056:410 | +15   | 36:32  |
| 7.                | Eintracht Gelsenkirchen-Horst | 34  | 11 | 14 | 9  | 049:420 | +7    | 36:32  |
| 8.                | Bünder SV                     | 34  | 12 | 12 | 10 | 047:480 | −1    | 36:32  |
| 9.                | SpVg Beckum                   | 34  | 11 | 12 | 11 | 058:520 | +6    | 34:34  |
| 10.               | Erler SV 08                   | 34  | 10 | 14 | 10 | 050:490 | +1    | 34:34  |
| 11.               | VfB Rheine                    | 34  | 12 | 10 | 12 | 045:450 | ±0    | 34:34  |
| 12.               | SC Recklinghausen             | 34  | 9  | 16 | 9  | 037:380 | −1    | 34:34  |
| 13.               | SpVg Emsdetten 05             | 34  | 10 | 13 | 11 | 056:510 | +5    | 33:35  |
| 14.               | Herringer SV (N)              | 34  | 10 | 10 | 14 | 042:530 | −11   | 30:38  |
| 15.               | Warendorfer SU                | 34  | 9  | 12 | 13 | 039:570 | −18   | 30:38  |
| 16.               | Hammer SpVg                   | 34  | 9  | 11 | 14 | 034:450 | −11   | 29:39  |
| 17.               | Spvg Steinhagen (N)           | 34  | 7  | 11 | 16 | 037:750 | −38   | 25:43  |
| 18.               | Teutonia Lippstadt            | 34  | 4  | 9  | 21 | 030:660 | −36   | 17:51  |
| Stand: Saisonende |                               |     |    |    |    |         |       |        |

### Gruppe 2
| Pl.               | Verein                       | Sp. | S  | U  | N  | Tore    | Diff. | Punkte |
| ----------------- | ---------------------------- | --- | -- | -- | -- | ------- | ----- | ------ |
| 1.                | Rot-Weiß Lüdenscheid         | 34  | 24 | 9  | 1  | 084:300 | +54   | 57:11  |
| 2.                | DSC Wanne-Eickel             | 34  | 15 | 14 | 5  | 065:330 | +32   | 44:24  |
| 3.                | SG Wattenscheid 09 Am.       | 34  | 17 | 10 | 7  | 065:380 | +27   | 44:24  |
| 4.                | Eintracht Recklinghausen (N) | 34  | 14 | 16 | 4  | 062:350 | +27   | 44:24  |
| 5.                | SpVgg Erkenschwick (A)       | 34  | 15 | 10 | 9  | 069:450 | +24   | 40:28  |
| 6.                | DJK Hellweg Lütgendortmund   | 34  | 15 | 8  | 11 | 065:570 | +8    | 38:30  |
| 7.                | VfL Gevelsberg (N)           | 34  | 12 | 11 | 11 | 061:600 | +1    | 35:33  |
| 8.                | SSV Hagen                    | 34  | 13 | 8  | 13 | 066:590 | +7    | 34:34  |
| 9.                | SuS Hüsten 09                | 34  | 14 | 6  | 14 | 057:640 | −7    | 34:34  |
| 10.               | Sportfreunde Siegen          | 34  | 10 | 14 | 10 | 051:590 | −8    | 34:34  |
| 11.               | TuS Neuenrade                | 34  | 12 | 9  | 13 | 048:560 | −8    | 33:35  |
| 12.               | VfL Bochum A. (N)            | 34  | 9  | 13 | 12 | 043:420 | +1    | 31:37  |
| 13.               | SV Holzwickede               | 34  | 11 | 8  | 15 | 050:590 | −9    | 30:38  |
| 14.               | VfB Altena                   | 34  | 8  | 10 | 16 | 052:750 | −23   | 26:42  |
| 15.               | TuS Iserlohn                 | 34  | 8  | 9  | 17 | 042:580 | −16   | 25:43  |
| 16.               | TSV Bigge-Olsberg (N)        | 34  | 10 | 4  | 20 | 042:820 | −40   | 24:44  |
| 17.               | SC Neheim-Hüsten             | 34  | 5  | 11 | 18 | 050:820 | −32   | 21:47  |
| 18.               | Lüner SV                     | 34  | 6  | 6  | 22 | 036:740 | −38   | 18:50  |
| Stand: Saisonende |                              |     |    |    |    |         |       |        |

#### Entscheidungsspiele um Platz zwei
Die punktgleichen Mannschaften aus Recklinghausen, Wanne-Eickel und Wattenscheid mussten in einer Entscheidungsrunde den Gruppenzweiten ermitteln. Die Spiele fanden im Ligasystem statt. Wanne-Eickel setzte sich durch und zog in das Qualifikationsspiel zur Deutschen Amateurmeisterschaft ein.
|                          | Ergebnis |                          |
| ------------------------ | -------- | ------------------------ |
| Eintracht Recklinghausen | 0:2      | SG Wattenscheid 09 Am.   |
| SG Wattenscheid 09 Am.   | 1:1      | DSC Wanne-Eickel         |
| DSC Wanne-Eickel         | 3:0      | Eintracht Recklinghausen |

| Pl.               | Verein                   | Sp. | S | U | N | Tore    | Diff. | Punkte |
| ----------------- | ------------------------ | --- | - | - | - | ------- | ----- | ------ |
| 1.                | DSC Wanne-Eickel         | 2   | 1 | 1 | 0 | 004:100 | +3    | 03:10  |
| 2.                | SG Wattenscheid 09 Am.   | 2   | 1 | 1 | 0 | 003:100 | +2    | 03:10  |
| 3.                | Eintracht Recklinghausen | 2   | 0 | 0 | 2 | 000:500 | −5    | 0:40   |
| Stand: Saisonende |                          |     |   |   |   |         |       |        |

## Westfalenmeisterschaft
Die beiden Gruppensieger ermittelten in Hin- und Rückspiel den Westfalenmeister. Im Gegensatz zu den Vorjahren qualifizierten sich beide Mannschaften für die Aufstiegsrunde zur 2. Bundesliga. Die Spiele fanden am 8. und 15. Mai 1977 vor 12.000 bzw. 6.000 Zuschauern statt. Lüdenscheid setzte sich durch und wurde Westfalenmeister.
|                                            | Gesamt |                                     | Hinspiel | Rückspiel |
| ------------------------------------------ | ------ | ----------------------------------- | -------- | --------- |
| Rot-Weiß Lüdenscheid Meister der Staffel 2 | 6:4    | SVA Gütersloh Meister der Staffel 1 | 6:2      | 0:2       |

## Entscheidungsspiele zur Deutschen Amateurmeisterschaft
Die beiden Gruppenzweiten ermittelten in Hin- und Rückspiel den westfälischen Teilnehmer an der Deutschen Amateurmeisterschaft. Die Spiele fanden am 8. und 15. Mai 1977 vor 1.300 bzw. 3.000 Zuschauern statt. Wanne-Eickel setzte sich dabei durch.
|                                     | Gesamt |                                            | Hinspiel | Rückspiel |
| ----------------------------------- | ------ | ------------------------------------------ | -------- | --------- |
| TuS Ahlen Vizemeister der Staffel 1 | 2:7    | DSC Wanne-Eickel Vizemeister der Staffel 2 | 2:2      | 0:5       |

## Entscheidungsspiele gegen den Abstieg
Die beiden Drittletzten ermittelten in Hin- und Rückspiel vorsorglich den fünften Absteiger aus der Verbandsliga Westfalen. Die Spiele fanden am 8. und 15. Mai 1977 statt. Hamm setzte sich sportlich durch. Da keine westfälische Mannschaft aus der 2. Bundesliga abstiegen und Rot-Weiß Lüdenscheid in die 2. Bundesliga aufstieg wurden die Entscheidungsspiele bedeutungslos. Beide Mannschaften blieben in der Verbandsliga ab.
|                               | Gesamt |                                     | Hinspiel | Rückspiel |
| ----------------------------- | ------ | ----------------------------------- | -------- | --------- |
| Hammer SpVg 16. der Staffel 1 | 3:2    | TSV Bigge-Olsberg 16. der Staffel 2 | 3:2      | 0:0       |